# San Llorente
San Llorente község Spanyolországban, Valladolid tartományban.  Lakosainak száma 94 fő (2024).

## Népesség
A település népessége az utóbbi években az alábbiak szerint változott:
| Lakosok száma | 202  | 178  | 172  | 171  | 152  | 141  | 120  | 113  | 105  | 94   |
|               | 2001 | 2004 | 2007 | 2009 | 2012 | 2014 | 2017 | 2019 | 2022 | 2024 |